# 221.ª Divisão de Infantaria (Alemanha)
A 221ª Divisão de Infantaria (em alemão:221. Infanterie-Division) foi uma unidade militar que serviu no Exército alemão durante a Segunda Guerra Mundial.

## Comandantes
| Comandante                       | Data                                      |
| -------------------------------- | ----------------------------------------- |
| Generalleutnant Johann Pflugbeil | ? de agosto de 1939 - 15 de março de 1941 |

## Oficiais de operações
| Hauptmann Gerhard Michael         | 1 de setembro de 1939-dezembro de 1939 |
| Major Hans-Ulrich von Oertzen     | janeiro de 1940-julho de 1940          |
| Oberstleutnant Heinrich von Bünau | agosto de 1940-março de 1941           |

## Área de operações
| Polônia  | setembro de 1939 - maio de 1940 |
| Alemanha | maio de 1940 - março de 1941    |